# Olivia Giacobetti
Olivia Giacobetti (nacida en 1966) es una perfumista francesa. Ella tiene una línea independiente llamada Iunx y también ha creado fragancias para Diptyque, L'Artisan Parfumeur, Guerlain y Hermès, entre otras líneas. Ella es particularmente conocida por un estilo refinado, así como por la innovación, como su novedoso uso del higo en perfumería, popularizando la nota a partir de mediados de la década de 1990. Ella se encuentra entre los perfumistas que se destacaron en el siglo XX y principios del siglo XXI hacia la «nariz» detrás del aroma y las líneas independientes que ponen de relieve a estos creadores, un cambio de los perfumes vendidos por marcas de moda o celebridades en otros campos.

## Primeros años
Olivia Giacobetti nació en 1966. Su padre Francis Giacobetti es un artista. Olivia Giacobetti se sintió atraída por la perfumería a los nueve años cuando vio la película de Jean-Paul Rappeneau Le Sauvage, en la que Yves Montand interpretaba a un perfumista.

## Carrera
Giacobetti comenzó a trabajar en perfumería para Annick Goutal cuando tenía 16 años. Se unió a la firma francesa de fragancias y sabores Robertet al año siguiente y trabajó allí durante siete años como asistente de perfumista.
Giacobetti comenzó su propia compañía, Iskia, en 1990, y luego tenía 24 años. Trabajando en un laboratorio de jardinería en el IX Distrito de París, comenzó a recibir encargos de líneas como L'Artisan Parfumeur, Diptyque y Hermès.
En marzo de 2003, respaldado por el conglomerado japonés de cosméticos Shiseido, Giacobetti comenzó su propia línea de perfumes, velas y productos corporales, llamada Iunx. Situado en una gran boutique, Giacobetti desarrolló con su padre Francis, la ambición original era crear 60 aromas, pero la línea luchó por encontrar una audiencia y cerró después de dos años. Sin embargo, a partir de 2006, los productos de Iunx se pusieron a disposición en una boutique en Hôtel Costes en París, donde Giacobetti también creó el aroma característico de la casa en 1995, uno de los primeros hoteles en realizar dicha comisión. En 2016, Giacobetti abrió una nueva boutique Iunx en París.
En 2017, Giacobetti desarrolló una línea de cinco velas en colaboración con la Comédie-Française.

## Estilo e impacto en perfumería
Giacobetti fue reconocida al principio de su carrera por desarrollar el uso del higo como una nota en el perfume, especialmente en la fragancia de 1994 Premier Figuier para L'Artisan Parfumeur y la Philosykos for Diptyque de 1996 (el mejor vendedor de la línea), ambos aromas inspirados en la higuera, muchas otras líneas siguieron su ejemplo con fragancias propias de higos en la última parte de la década. En Perfumes: The Guide, escribe Luca Turin: «Premier Figuier fue la fragancia que puso a Olivia Giacobetti en el mapa, y merecidamente: su nota de hoja de higo ... era un natural en la perfumería, y agradablemente discordante».
Entre las creaciones más conocidas de Giacobetti se encuentra En Passant, una fragancia floral sutil que combina lilas con notas de trigo y pepino para evocar la lluvia de primavera sobre flores frescas. En The Guide, Tania Sanchez, coautora de Turín, llama a En Passant «un ejemplo perfecto de la tendencia de Olivia Giacobetti ... una fina pintura blanca sobre blanco». Lanzada en 2000 por la línea francesa de perfumes para nichos Editions de Parfums Frédéric Malle, la fragancia fue parte de un giro hacia el reconocimiento del perfumista detrás del olor, con Malle incluyendo no solo el nombre del perfume y la marca en las etiquetas de sus botellas, sino también la «nariz» que creó la fragancia. A su vez, Giacobetti se encuentra entre los perfumistas que han elevado el perfil y las ventas de estas líneas de perfumes independientes y de nicho, donde (con algunas excepciones) las marcas de moda y las licencias de celebridades anteriormente dominaban el mercado de los perfumes. En Passant apareció en una exhibición de 2017 sobre perfumería contemporánea en Somerset House en Londres.
Giacobetti también fue aclamada por su creación de 1999 L'Artisan Parfumeur Dzing!, un perfume inspirado en el Cirque d'Hiver de París. Hablando de Dzing! en The New York Times, Chandler Burr llamó al perfume «uno de los olores más innovadores y auténticamente extraños de las últimas dos décadas», logrando combinar diversos aromas de aserrín, animales de circo, manzanas acarameladas y más en «una mezcla reconfortante y sutilmente suculenta». Burr escribe: «Dzing! coloca pureza sutil contra poder sutil, es fresco sin ser verde (un truco que requiere serio talento perfumista para obtener), dulce sin azúcar (ídem), cálido y suave como una tabla de pino recién cortado todavía tibia por la hoja». Turin le dio cinco estrellas al perfume en The Guide, diciendo que «Olivia Giacobetti está en su mejor humor imaginativo, y Dzing! es una obra maestra».
Los aromas de Giacobetti generalmente son mixtos-medios, que emplean ingredientes sintéticos naturales y desarrollados en laboratorio. Ella describe estos elementos como «indisociables», con potentes ingredientes sintéticos que proporcionan la «espina» de la fragancia y los ingredientes naturales que agregan «matices». Una excepción a la práctica mixta de Giacobetti son sus fragancias para Honoré des Prés, una línea totalmente natural.

## Vida personal
Giacobetti vive en París. Ella tiene una hija, nacida en 1996.